# Индустријска зона Сан Никола (Потенца)
Индустријска зона Сан Никола (итал. Zona Industriale San Nicola) је насеље у Италији у округу Потенца, региону Базиликата.
Према процени из 2011. у насељу је живело 13 становника. Насеље се налази на надморској висини од 190 м.